# Pascale Bussières

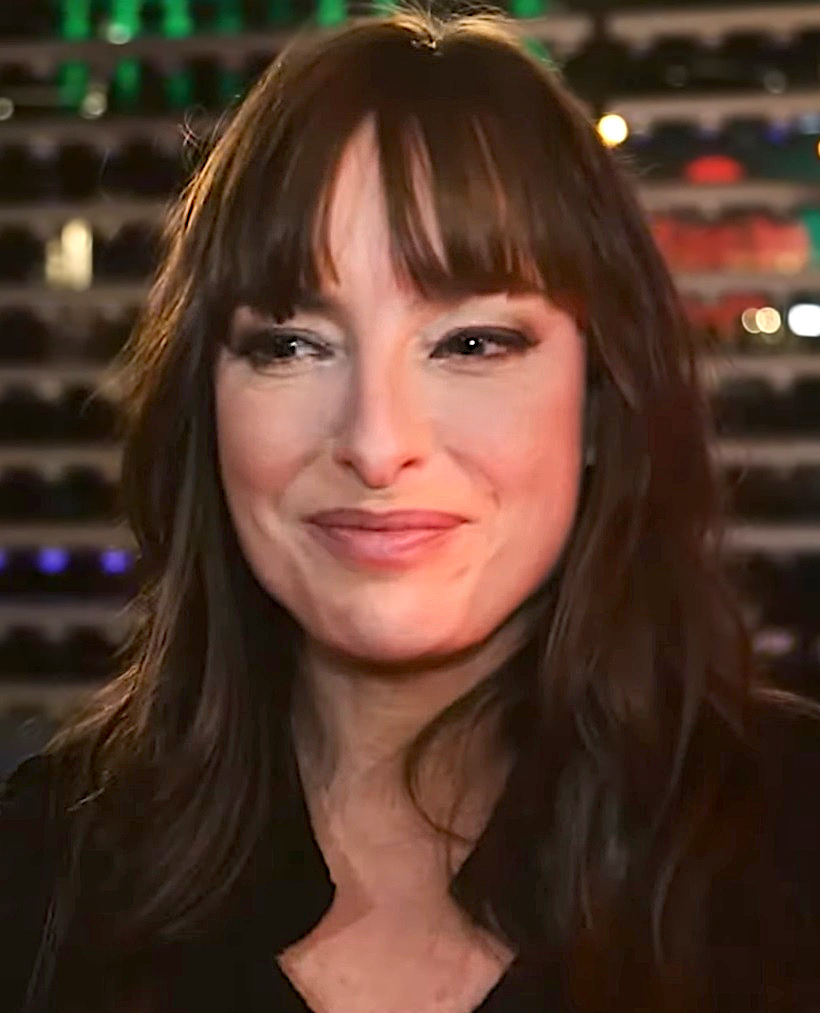
Pascale Bussières, 2016

Pascale Bussières (* 27. Juni 1968 in Montréal, Québec) ist eine kanadische Schauspielerin.

## Leben
Bussières lebt in Montréal und nahm an der dortigen Concordia University Schauspielunterricht. 1994 erhielt sie einen Metro Star als beliebteste Schauspielerin in Québec. Sie verkörperte die Hauptrolle in Wenn die Nacht beginnt (1995) von Patricia Rozema über die Liebe einer christlichen Lehrerin zu einer Zirkusartistin. Im Jahr 2000 bekam sie einen Prix Jutra als beste Nebendarstellerin für den Jugendfilm Emporte-moi von Regisseurin Léa Pool, worin sie die Mutter der Hauptfigur (Karine Vanasse) darstellte. Eine weitere Hauptrolle hatte Bussières in dem Mystery-Liebesfilm La Turbulence des fluides (2002) von Regisseurin und Drehbuchautorin Manon Briand, den Luc Besson produzierte. In dem Abenteuerfilm Das Geheimnis des blauen Schmetterlings (2004) mit William Hurt war sie unter der Regie von Léa Pool in einer Nebenrolle als Mutter der Hauptfigur zu sehen. 2005 gewann Bussières einen Genie Award als beste Hauptdarstellerin für Ma vie en cinémascope.

## Filmografie
- 1984: Sonatine
- 1988: Ein heiliger Hippie (Le Chemin de Damas)
- 1992: Phantom Life
- 1993: Two Can Play
- 1995: Eldorado
- 1995: Wenn die Nacht beginnt (When Night Is Falling)
- 1996: Marguerite Volant (Miniserie)
- 1996: La Forêt et le bûcheron
- 1997: Zoff in der Hochzeitsnacht (Honeymoon)
- 1997: Der letzte Mond (The Whole of the Moon)
- 1997: The Thousand Wonders of the Universe
- 1997: Twilight of the Ice Nymphs
- 1997: Platinum
- 1998: Das Windsor-Protokoll (Windsor Protocol)
- 1998: When I Will Be Gone...
- 1998: Streetheart
- 1998: Der 32. August auf Erden (Un 32 août sur terre)
- 1999: Emporte-moi – Nimm mich mit (Emporte-moi)
- 1999: The Five Senses
- 1999: Souvenirs intimes
- 2000: XChange
- 2000: La Beauté de Pandore
- 2000: Les filles ne savent pas nager
- 2000: The Bottle
- 2001: Ma folle de sœur
- 2001: Die Probe  (Replay)
- 2001: Between the Moon and Montevideo
- 2002: La Turbulence des fluides
- 2003: Kleine Wunden (Petites coupures)
- 2004: Das Geheimnis des blauen Schmetterlings (The Blue Butterfly)
- 2004: Ma vie en cinémascope
- 2005: René Lévesque (Miniserie)
- 2006: Le guide de la petite vengeance
- 2007: Belle-Baie (Fernsehserie)
- 2007: La Capture
- 2005–2007: Le cœur a ses raisons (Fernsehserie)
- 2007: Erster auf dem Mars (Race to Mars) (Zweiteiler)
- 2008: Ein Engel im Winter (Afterwards)